# Jorge Villafaña
Jorge Villafaña, né le 16 septembre 1989 à Anaheim en Californie, est un joueur international américain de soccer. Il joue au poste de défenseur.

## Biographie
Le 25 mars 2007, Jorge Flores intègre l'équipe des moins de 19 ans des Chivas USA après avoir remporté une émission de téléréalité : "Sueño MLS". 
Le 12 décembre 2013, il est échangé aux Timbers contre Andrew Jean-Baptiste. 

## Palmarès
États-Unis
- Vainqueur de la Gold Cup en 2017.

 Timbers de Portland
- Vainqueur de la Coupe MLS en 2015.
- Finaliste de la Coupe MLS en 2018.

 Santos Laguna
- Champion du Mexique lors du tournoi Clausura 2018.